# Rich Boy
Rich Boy (* 1983 in Mobile, Alabama; eigentlich Maurice Richards) ist ein US-amerikanischer Rapper.

## Werdegang
Maurice Richards brach sein Maschinenbau-Studium an der Tuskegee-Universität ab, um sich auf die Musik konzentrieren zu können. Mit einigen Demoveröffentlichungen machte er den Produzent Polow da Don (der schon Stücke für Ludacris, Jamie Foxx oder Fergie produziert hatte) auf sich aufmerksam. Richards alias Rich Boy unterzeichnete daraufhin einen Vertrag mit Interscope Records und begann an seinem Debüt-Album zu arbeiten. Zwischenzeitlich hatte er Gastauftritte auf einer von Ludacris’ Disturbing Tha Peace-Kompilationen und auf einigen Mixtapes, wie zum Beispiel auf Da Bottom, Vol. 5 von DJ Ideal und Jermaine Dupri. Die Zeitschrift Popcorn schrieb über den Rapper, der auf seiner Brust den Bibelvers Offenbarung 2,10 tätowiert hat: „Rich Boy glaubt an Gott, Girls und fette Schlitten.“

## Diskografie

### Alben
- 2007: Rich Boy

### Singles
- 2005: Get To Poppin’
- 2006: Throw Some D’s (feat. Polow da Don)
- 2007: Boy Looka Here
- 2007: Good Things (feat. Polow da Don & Keri Hilson)
- 2007: Let’s Get This Paper
- 2009: Top of the World (feat. Chili Chill)

### Mixtapes (Auswahl)
- 2006: Bring It To The Block (Mit DJ Drama)